# Saint-Jean-des-Vignes
Saint-Jean-des-Vignes ist eine französische Gemeinde mit 472 Einwohnern (Stand: 1. Januar 2022) im  Département Rhône in der Region Auvergne-Rhône-Alpes. Sie gehört zum Arrondissement Villefranche-sur-Saône und zum Kanton Val d’Oingt (bis 2015: Kanton Anse).

## Geographie
Saint-Jean-des-Vignes liegt rund 17 Kilometer nordnordwestlich von Lyon und etwa zwölf Kilometer südsüdwestlich von Villefranche-sur-Saône im Weinbaugebiet Bourgogne.

### Nachbargemeinden
Umgeben wird Saint-Jean-des-Vignes von den Nachbargemeinden Morancé im Norden, Chazay-d’Azergues im Osten, Lozanne im Süden, Belmont-d’Azergues im Westen und Südwesten sowie Charnay im Westen und Nordwesten.

## Bevölkerungsentwicklung
| Jahr                       | 1962 | 1968 | 1975 | 1982 | 1990 | 1999 | 2006 | 2013 |
| Einwohner                  | 138  | 148  | 202  | 241  | 324  | 381  | 397  | 408  |
| Quellen: Cassini und INSEE |      |      |      |      |      |      |      |      |

## Sehenswürdigkeiten

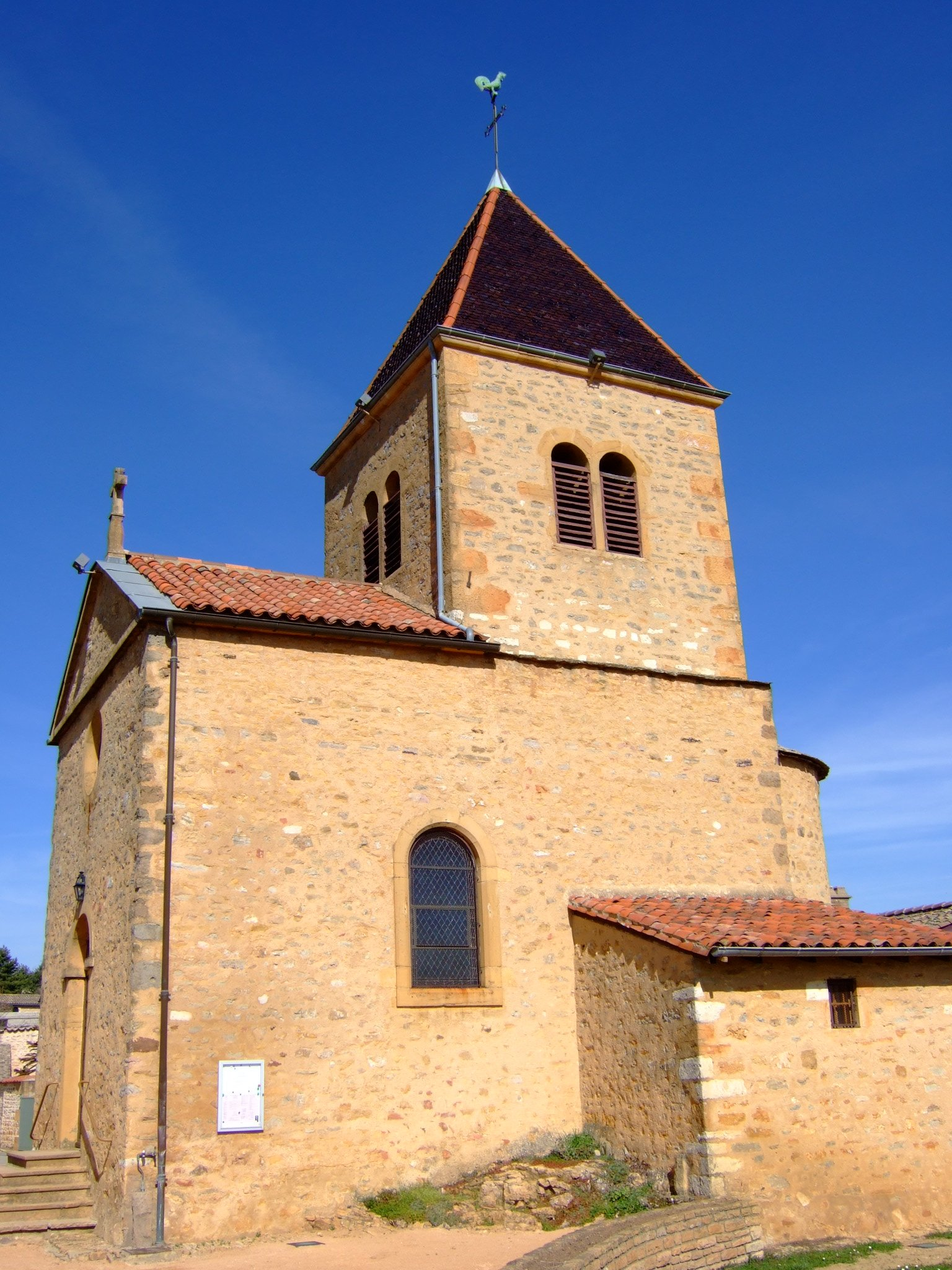
Kirche Saint-Jean

- Kirche Saint-Jean